# Хадровци (Оштра Лука)
Хадровци су насељено мјесто у општини Оштра Лука, Република Српска, БиХ. Према попису становништва из 1991. у насељу је живјело 76 становника.

## Становништво
| Националност       | 1991. | 1981. | 1971. | 1961. |
| Срби               | 76    | 87    | 139   | 169   |
| Југословени        |       | 2     |       |       |
| остали и непознато |       |       |       |       |
| Укупно             | 76    | 89    | 139   | 169   |

| Демографија | Демографија | Демографија |
| Година      | Становника  | Становника  |
| ----------- | ----------- | ----------- |
| 1961.       | 169         |             |
| 1971.       | 139         |             |
| 1981.       | 89          |             |
| 1991.       | 76          |             |